# Estadio Olímpico Pascual Guerrero
Das Estadio Olímpico Pascual Guerrero ist ein Fußballstadion mit Leichtathletikanlage in der kolumbianischen Stadt Cali. Es bietet Platz für 33.130 Zuschauer. Zurzeit wird das Stadion von den örtlichen Fußballvereinen América de Cali und Atlético FC (vorher Dépor FC) genutzt.

## Geschichte

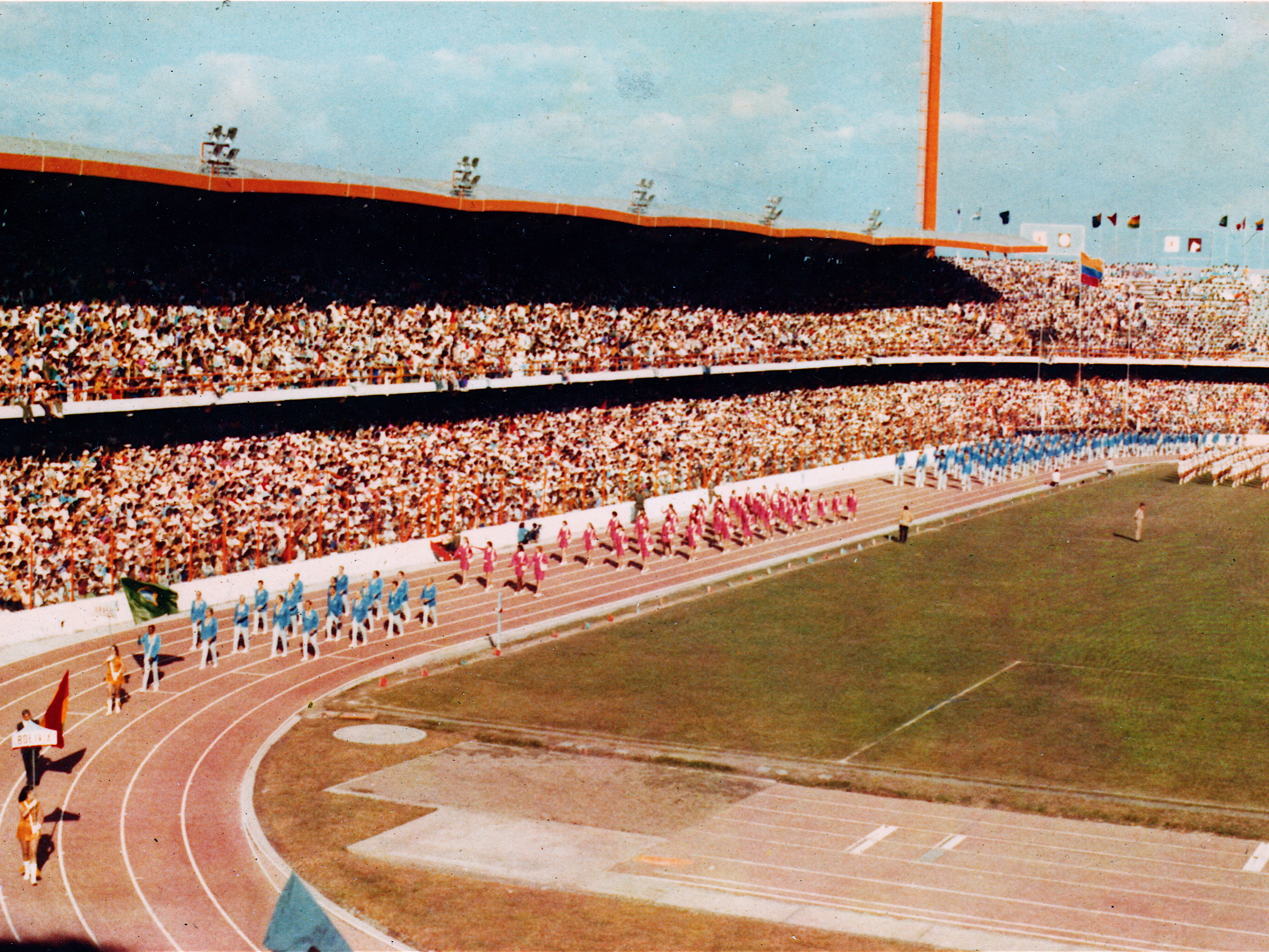
Das Estadio Olímpico Pascual Guerrero während der Panamerikanischen Spiele 1971

Der Bau des Estadio Olímpico Pascual Guerrero wurde im Jahre 1935 begonnen und dauerte zwei Jahre bis zur Fertigstellung. Der neu gebauten Arena wurde der Name Estadio Departement gegeben. Zur Einweihung des Stadions fand ein Turnier statt, das sich aus den Nationalmannschaften von Kolumbien, Argentinien, Kuba und Mexiko zusammensetzte. 1948 fand das erste Profifußballspiel im Estadio Olímpico Pascual Guerrero, übrigens benannt nach seinem Architekten, statt. 1954 wurde das Stadion als Vorbereitung auf die Landesjugendmeisterschaften, die in besagtem Jahr in Cali stattfanden, ausgebaut. Außerdem wurde es um einige Attraktionen wie ein Schwimmbecken erweitert. Mit der Vergabe der Panamerikanischen Spiele 1967 nach Cali wurde das Estadio Olímpico Pascual Guerrero erneut umgebaut und erweitert. Es wurden Anlagen für Lauf- und Wurfwettbewerbe sowie für Weitsprung angelegt, sodass das Stadion einen olympischen Charakter aufweisen konnte. Die Arena besaß nun bereits die noch bis vor kurzem geltende Zuschauerkapazität, die bei knapp über 45.000 Zuschauern lag. Als sich Kolumbien die Austragung der U-20-Fußball-Weltmeisterschaft 2011 sichern konnte, mussten im Estadio Olímpico Pascual Guerrero einige Modernisierungsarbeiten durchgeführt werden. Diese beinhalteten zum Beispiel die Verbesserung der Umkleiden, die Errichtung einer Tiefgarage unter der Südtribüne, den Bau eines Bildschirmes an der Nordtribüne sowie die Absenkung der Kapazität auf nun 33.130 Zuschauerplätze.
Das Estadio Olímpico Pascual Guerrero wurde lange Zeit von beiden großen Fußballvereinen aus Cali aus Austragungsort für Heimspiele genutzt. Mit der Saison 2010/11 zog Deportivo Cali in ein neues Stadion um, womit nur mehr der andere Fußballklub seine Heimspiele im alten Stadion austrägt. América de Cali ist einer der erfolgreichsten kolumbianischen Vereine überhaupt, dreizehn Mal gewann man die Meisterschaft. Neben dem Gewinn der Copa Merconorte im Jahre 2001 gilt América aber auch als großer Pechvogel der Copa Libertadores. Viermal erreichte man das Endspiel des wichtigsten Fußballwettbewerbs für Vereinsmannschaften in Südamerika, scheiterte aber jedes Mal, von 1985 bis 1987 sogar dreimal in Folge. Zum Finalhinspiel der Copa Libertadores 1987 zwischen América de Cali und dem uruguayischen Vertreter CA Peñarol, das América mit 2:0 gewann, kamen 65.000 Zuschauer ins Estadio Olímpico Pascual Guerrero, was eine der größten Zuschauerzahlen in diesem Stadion darstellte.
2022 war das Estadio Olímpico Pascual Guerrero eines von drei Stadien der Copa América der Frauen.

## Arena América
Es ist der Bau eines neuen Stadions geplant. Das Projekt namens „Arena América“ soll 2027, zum 100. Bestehen des Vereins, fertig werden, ein schließbares Dach und 52.000 Plätze bieten. Hinzu sind über 450 Suiten, 260 Logen, Geschäftsräume, Restaurants und Büroräume geplant. Das spanische Bauunternehmen Urbas bekam im Januar 2024 den Auftrag zum Bau. Es soll den Anforderungen der FIFA entsprechen.

## Spiele der Copa América 2001 in Cali
| Datum         | Team 1    | Team 2   | Ergebnis | Zuschauer | Spielrunde             |
| ------------- | --------- | -------- | -------- | --------- | ---------------------- |
| 12. Juli 2001 | Peru      | Paraguay | 3:3      | 35.000    | Gruppenphase; Gruppe B |
| 12. Juli 2001 | Brasilien | Mexiko   | 0:1      | 38.000    | Gruppenphase; Gruppe B |
| 15. Juli 2001 | Brasilien | Peru     | 2:0      | 30.000    | Gruppenphase; Gruppe B |
| 15. Juli 2001 | Paraguay  | Mexiko   | 0:0      | 40.000    | Gruppenphase; Gruppe B |
| 18. Juli 2001 | Peru      | Mexiko   | 1:0      | 20.000    | Gruppenphase; Gruppe B |
| 18. Juli 2001 | Brasilien | Paraguay | 3:1      | 40.000    | Gruppenphase; Gruppe B |

## Spiele der U-20-Fußball-Weltmeisterschaft 2011 in Cali
| Datum         | Team 1     | Team 2     | Ergebnis  | Zuschauer | Spielrunde             |
| ------------- | ---------- | ---------- | --------- | --------- | ---------------------- |
| 30. Juli 2011 | Kamerun    | Neuseeland | 1:1       | 35.262    | Gruppenphase; Gruppe B |
| 30. Juli 2011 | Portugal   | Uruguay    | 0:0       | 35.262    | Gruppenphase; Gruppe B |
| 02. Aug. 2011 | Uruguay    | Neuseeland | 1:1       | 28.884    | Gruppenphase; Gruppe B |
| 02. Aug.2011  | Portugal   | Kamerun    | 1:0       | 28.884    | Gruppenphase; Gruppe B |
| 05. Aug. 2011 | Portugal   | Neuseeland | 1:0       | 31.395    | Gruppenphase; Gruppe B |
| 05. Aug. 2011 | Frankreich | Mali       | 1:0       | 31.395    | Gruppenphase; Gruppe A |
| 09. Aug. 2011 | Portugal   | Guatemala  | 1:0       | 34.264    | Achtelfinale           |
| 14. Aug. 2011 | Frankreich | Nigeria    | 3:2 i. V. | 33.007    | Viertelfinale          |

## Galerie

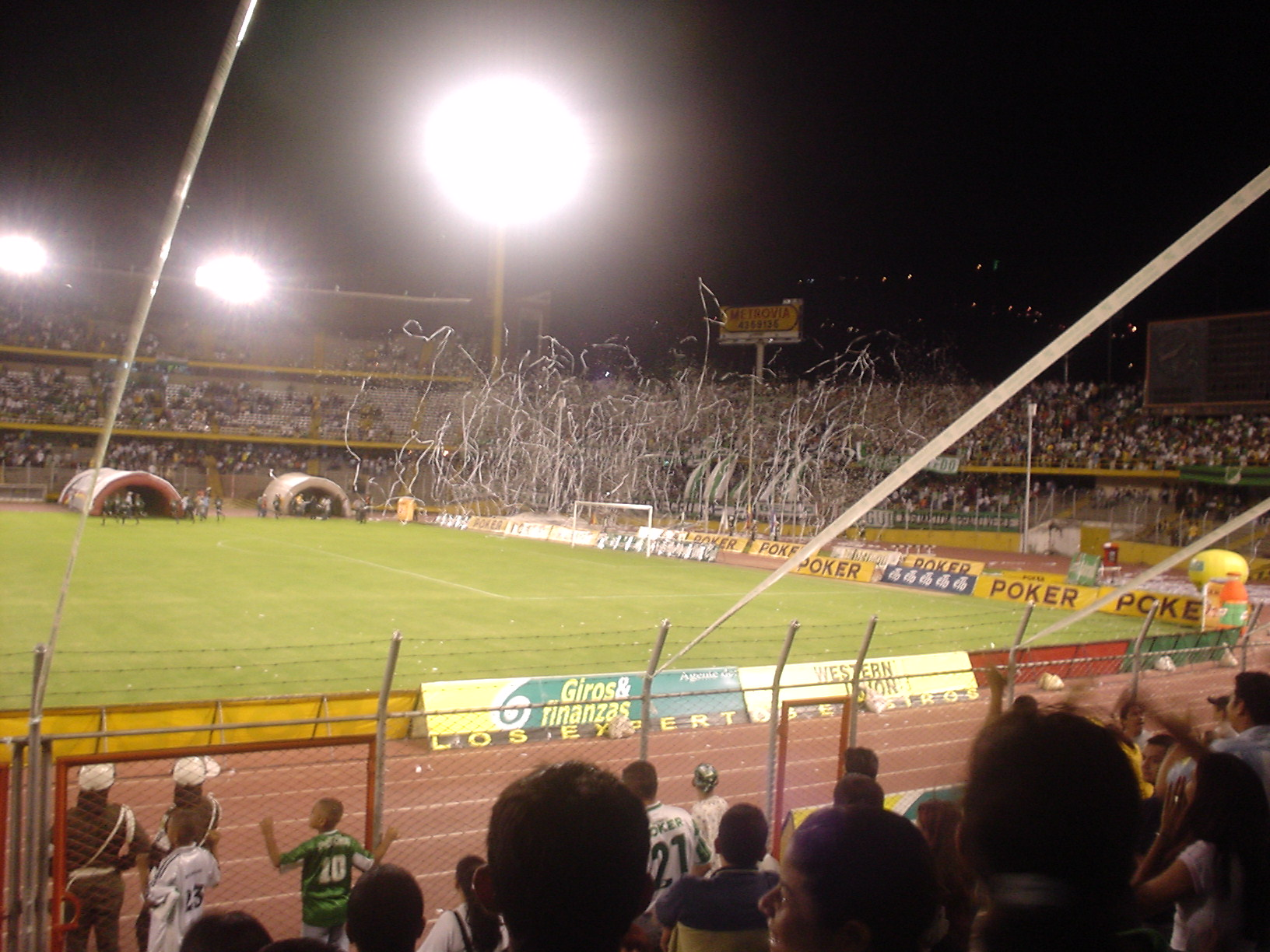
Das Stadion im Jahr 2004
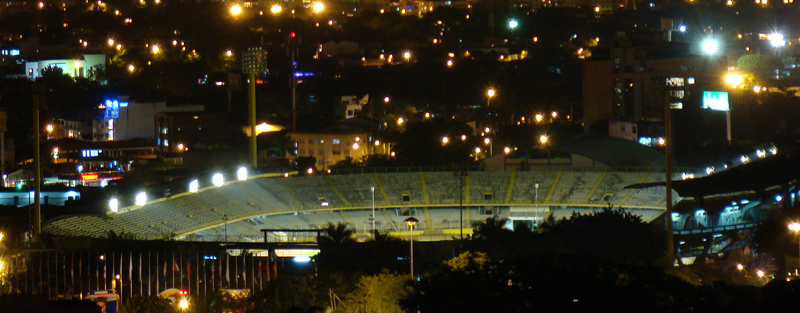
Das beleuchtete Stadion 2008
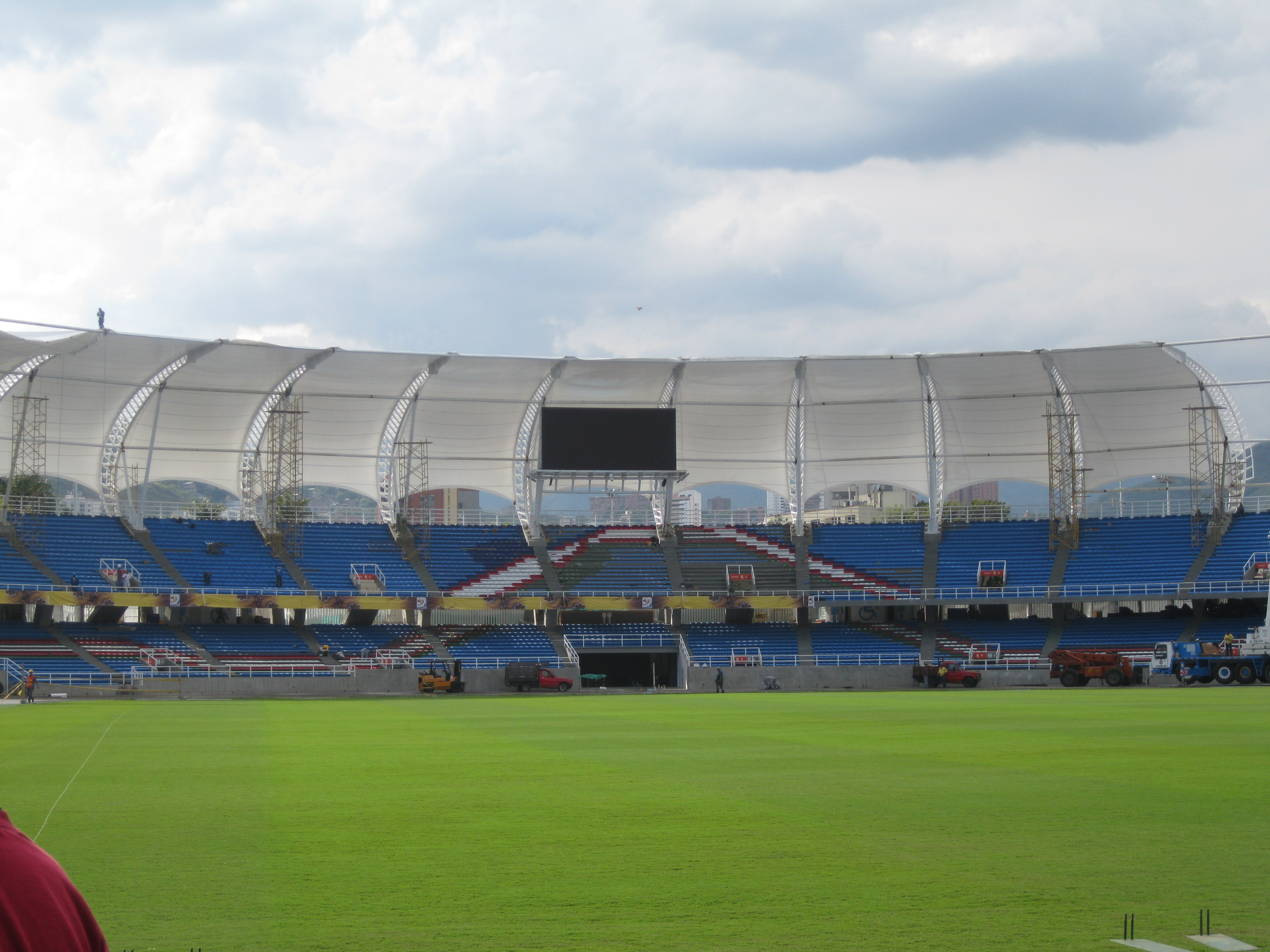
Blick ins Stadion 2011